# مازراتی ام‌سی۲۰
مازراتی ام‌سی۲۰ (به انگلیسی: Maserati MC20) یک خودروی اسپورت دو سرنشینه و موتور وسط است که توسط خودروساز ایتالیایی مازراتی تولید می‌شود.